# 北原友次
北原 友次（きたはら ともつぐ、1940年5月2日 - ）は、岡山県出身の元ボートレーサー。

## 来歴
1959年春に加藤峻二と共にデビューすると、この頃からトップレーサーの片鱗を見せており、デビュー戦でいきなりインを主張した強心臓であった。1962年から77期連続A級という記録が残し、2020年に今村豊が78期連続A級を達成するまで破られなかった。1964年には第11回全日本選手権競走（平和島）で四大特別競走・SG級レース初勝利を挙げる。同年代であった彦坂郁雄のライバルとして立ちはだかり、彦坂は色々な面においてライバル心をむき出しにした。この両雄は色々な面において因縁があり、1970年に常滑で行われた第16回全国地区対抗競走で彦坂は四大特別競走初優勝を果たすが、2着が連覇が掛かっていた北原であった。1973年の第20回全日本選手権競走（住之江）では転覆艇を迂回してターンする同郷の石原洋に激しく突っ込み、ダービー史上に例の無い逆転劇で2勝目を挙げる。1975年には第2回笹川賞競走（常滑）と第21回モーターボート記念競走（下関）を制したが、この年は野中和夫がフライングによる不調で彦坂と共倒れし、第10回鳳凰賞競走（下関）で石原洋、第22回全日本選手権競走（住之江）では林通が制して岡山勢が四大特別競走を独占した。
1978年の第13回鳳凰賞競走（丸亀）で優勝して四大特別競走完全制覇の「グランドスラム」を達成したが、北原は行く前には意識せず、グランドスラムという言葉も知らなかった。シリーズは、新ボートということもあってインが強く、優勝戦は現在の1号艇の位置であった6号艇で不安も無かった。優勝戦は岡本義則が早めに飛び出してピットアウトからやり直しとなった。当時のピットアウトは、出走の合図に合わせて係留ロープを引いて水面に出るものであった。スタート練習では岡本にインを取られたが、本番は北原がインを取った。スタートは小回りブイを入った位置から7秒前に起こし、5秒前に80m、3秒前に40mの空中線を確認してフル被りとなる。地元の平尾修二がフライングで飛び出したが、ややアジャスト気味で、北原がインから伸び返して楽に先マイを決めて決着。北原曰く「1マークを回って「勝った」と思うた」といい、艇界初のグランドスラマーとなった。この時の4着は彦坂であったが、実は彦坂も完全優勝に王手がかかっていた。
1988年1月には多摩川で足首を骨折、9月には胸に水がたまる胸膜炎で初めて戦線を離脱したが、無事に戦線復帰し、1992年2月26日の芦屋で全24場制覇を達成。1995年7月22日からは江戸川一般戦「第5回アサヒビールカップ」に参戦し、この開催は斡旋予定が発表された時点から話題になっていた。この江戸川の開催に参加する直前までの通算勝利数が3087で、「神様」と称された倉田栄一が持つ通算3088勝を江戸川で更新するのは確実、と思われていたためである。初日は2回走りであったため、「初日早々に連勝で記録更新を決めてしまうのでは?」などと観客も思っていたが、7Rは5号艇ながら前付けを敢行し1コースに入ったが、外から飛んできた2艇にまくられ3着に沈んだ。多少無理のある前付けで、他艇も北原を徹底マークしていた感じもあり、あわせて江戸川の水面の難しさにやられた感じでもあった。それでも、この一走で江戸川の走り方を思い出したのか、2走目で同日の最終競走である11R江戸川選抜戦では、1枠1コースから堂々の逃げを披露して通算3088勝目を達成し、倉田の記録に並んだ。翌23日の各スポーツ紙の競艇面を飾り、北原の記録更新の瞬間を見ようと多くの観客が堤防スタンドに集まって7Rを迎えた。待機行動中に3号艇の石川洋が1コースを伺い、北原のブロックに遭いつつも2号艇米田隆弘をどかして2コースを奪取し、進入体形は132456から.19のトップスタートを決め1Mを先取りした北原がそのまま一気に3089勝目を確定させる逃げを決めるはずであった。3コースから北原とほぼ同体（.21）のスタートを切った米田がスリットから鋭い伸びを見せ、北原を3コースから一気にまくり切った。米田のモーターパワーに裏付けされたまくりに潰されるような形から立て直した北原は、バックではそれでも米田と競り合う形になったが、1周2マークでは北原を先に回し、内側を一気に差し抜けた米田がトップに立っていた。その瞬間スタンドから大きなため息が漏れ、レースはそのまま2-1で確定し記録達成のチャンスは次の11Rに移った。11R記者選抜は6号艇であったが北原に人気が集中し、ピット離れと同時に誰よりも早くバック水面へ向かい、6号艇北原は1号艇浅井重良よりも先に舳先を1コースへ向かわせ、そして当たり前のように1コースに鎮座した。1コースが確定した瞬間スタンドから客の歓声が上がり、最終的な進入は612345、北原と共に内側に入ってくるだろうと思われた5号艇石川はコースが取れず6コース回りとなる。スリットはほぼ横一線のスタートから北原は気迫のこもった走りで、1Mでは柏野幸二のまくりを受け止め、内側を差してきた浅井も2Mまでには決着をつけ、まくられず、差されず堂々のイン逃げを披露した。勝利を確信した観客の声援を受けながらそのままゴールし、普段は感情を表面に出さない北原もゴール後、その歓声に応えるように派手なガッツポーズを見せた。江戸川で通算3089勝目を自身の代名詞ともいえるイン逃げで積み上げ、この日デビュー以来9032走目での快挙であった。北原はレース後に「選手生活で一番緊張した」と、記録達成直前の心境を披露し、「グランドスラムを達成した時より嬉しい。最多勝はただ一人だからね」と不滅の記録を評した。この開催で北原は節間成績312122で優出し、優勝戦は2号艇であったが、やはり1コースを奪い、トップスタートでスリットを抜け、そのまま逃げ切って優勝。自身の最多勝更新となった開催に花を添えた。
1998年8月24日のびわこ一般戦「第3回びわこカップ競走」で最後の優勝（4号艇1コースから逃げ切り）を飾り、2001年3月18日の児島「一般競走」が最後の優出（4号艇1コース進入で5着）となった。2005年5月26日の児島「一般競走」3日目2Rで通算3417勝目となった最後の1着（3号艇1コースから逃げ切り）を挙げ、6月22日の尼崎一般戦「第16回サンスポグリーンカップ争奪戦競走」最終日5Rで6着（3号艇3コース進入）が最後の競走となった。史上最多の通算3417勝を残し、さらには46回も優勝経験をしており、その内39回はGIでのものであった。通算勝率も6.74とかなり高く、競艇史においても類を見ない成績を残していた。同年引退。
2007年、ボートレースの殿堂入りを果たした。

## エピソード
- 太らない体質で、1977年に第24回全日本選手権競走が福岡で開催された際、選手食堂で豚骨ラーメンに米飯を食べていた。優勝は開催中、牛乳とかき氷で減量していた松本進であった。
- グランドスラム達成時は瀬戸大橋開通前で、丸亀へは濱野勝の釣り船に乗って瀬戸内海を渡った。途中で船が故障でもしたらいけないと、山本一夫[14]や松尾泰宏も船で付いてきてくれた[4]。帰りは、青いボストンバッグに優勝賞金800万円を入れて、丸亀に応援に来ていた児島の舟券売り場の人達の船に便乗させてもらって帰った[4]。副賞の車はスカイライン2000GTで、これを濱野に100万円で譲ったものの、国税当局から「（この車には）それ以上の価値がある」として税金を追徴されたという[4]。
- どのような状況からでも一瞬の隙を見てインに進入する勝負師で[1]「インの鬼」としても知られ、北原がインに固執する理由をある記者が尋ねた時には「競艇は左回りじゃ!」と回答[6]。その理由は、左回りでレースをする以上、1コースからレースをすれば最短距離でゴールにたどりつく、だからこそゴールに一番近い1コースを常に狙うというものであった[6]。

## 獲得タイトル
※太字は四大特別競走を含むSG級レース
- 1963年 - 福岡開設10周年記念競走
- 1964年 - 第11回全日本選手権競走（平和島）、宮島開設10周年記念競走、丸亀開設12周年記念競走、多摩川開設10周年記念競走
- 1965年 - 住之江開設9周年記念競走、尼崎開設13周年記念競走
- 1966年 - 住之江開設10周年記念競走
- 1967年 - 下関開設13周年記念競走
- 1968年 - 常滑開設15周年記念競走
- 1969年 - 第15回全国地区対抗競走（福岡）、中国地区選手権競走（下関）
- 1970年 - 丸亀開設18周年記念競走、住之江開設14周年記念競走
- 1971年 - 若松開設19周年記念競走
- 1972年 - 徳山開設19周年記念競走、常滑開設19周年記念競走
- 1973年 - 第20回全日本選手権競走（住之江）、福岡開設20周年記念競走、住之江開設17周年記念競走、津開設21周年記念競走
- 1974年 - 唐津開設21周年記念競走、浜名湖開設21周年記念競走、徳山施設改善記念特別競走[15]
- 1975年 - 第2回笹川賞競走（常滑）、第21回モーターボート記念競走（下関）、高松宮記念特別競走
- 1977年 - 中国地区選手権競走（徳山）、宮島開設23周年記念競走、丸亀開設25周年記念競走、戸田開設20周年記念競走
- 1978年 - 第13回鳳凰賞競走（丸亀）
- 1979年 - 中国地区選手権競走（児島）、児島開設27周年記念競走、丸亀開設27周年記念競走、三国開設26周年記念競走
- 1983年 - 宮島施設改善記念特別競走、児島開設31周年記念競走
- 1984年 - 第30回モーターボート記念競走（若松）
- 1987年 - 中国地区選手権競走（児島）、宮島開設33周年記念競走、三国開設34周年記念競走